# Polen op de Olympische Winterspelen 2014
Polen is een van de landen die deelneemt aan de Olympische Winterspelen 2014 in Sotsji, Rusland.

## Medailleoverzicht
| Sport          | Olympiër                                                                      | Onderdeel                | Medaille |
| -------------- | ----------------------------------------------------------------------------- | ------------------------ | -------- |
| Schansspringen | Kamil Stoch                                                                   | Normale schans           | Goud     |
| Schansspringen | Kamil Stoch                                                                   | Grote schans             | Goud     |
| Langlaufen     | Justyna Kowalczyk                                                             | 10 km klassiek           | Goud     |
| Schaatsen      | Zbigniew Bródka                                                               | 1500 m (m)               | Goud     |
| Schaatsen      | Katarzyna Bachleda-Curus Natalia Czerwonka Katarzyna Wozniak Luiza Zlotkowska | ploegenachtervolging (v) | Zilver   |
| Schaatsen      | Zbigniew Brodka Konrad Niedzwiedzki Jan Szymanski                             | ploegenachtervolging (m) | Brons    |

## Deelnemers en resultaten
(m) = mannen, (v) = vrouwen 

### Alpineskiën
| Olympiër                | Onderdeel        | Resultaat | Prestatie                                                          |
| ----------------------- | ---------------- | --------- | ------------------------------------------------------------------ |
| Maciej Bydlinski        | Combinatie (m)   | DNF       | afdaling: 1.57,36 (35e) slalom: niet gefinisht                     |
| Maciej Bydlinski        | Slalom (m)       | DNF-1     | 1e run: niet gefinisht                                             |
| Maciej Bydlinski        | Super G (m)      | 38e       | 1.22,51 (+4,37)                                                    |
| Mateusz Garniewicz      | Slalom (m)       | DNF-2     | 1e run: 54,93 (53e) 2e run: niet gefinisht                         |
| Michal Jasiczek         | Slalom (m)       | 23e       | 1e run: 52,88 (45e) 2e run: 1.00,60 (22e) totaal: 1.53,48 (+11,64) |
|                         |                  |           |                                                                    |
| Karolina Chrapek        | Combinatie (v)   |           |                                                                    |
| Karolina Chrapek        | Afdaling (v)     |           |                                                                    |
| Karolina Chrapek        | Reuzenslalom (v) |           |                                                                    |
| Karolina Chrapek        | Slalom (v)       |           |                                                                    |
| Karolina Chrapek        | Super G (v)      |           |                                                                    |
| Maryna Gasienica-Daniel | Reuzenslalom (v) |           |                                                                    |
| Maryna Gasienica-Daniel | Slalom (v)       |           |                                                                    |
| Maryna Gasienica-Daniel | Super G (v)      |           |                                                                    |
| Aleksandra Klus         | Slalom (v)       |           |                                                                    |

### Biatlon
Mannen
| Olympiër                                                       | Onderdeel   | Resultaat | Prestatie |
| -------------------------------------------------------------- | ----------- | --------- | --------- |
| Grzegorz Guzik                                                 | Individueel |           |           |
| Grzegorz Guzik                                                 | Sprint      |           |           |
| Rafal Lepel                                                    | Sprint      |           |           |
| Krzysztof Plywaczyk                                            | Individueel |           |           |
| Krzysztof Plywaczyk                                            | Sprint      |           |           |
| Lukasz Slonina                                                 | Individueel |           |           |
| Lukasz Szczurek                                                | Individueel |           |           |
| Lukasz Szczurek                                                | Sprint      |           |           |
| Krzysztof Plywaczyk Lukasz Szczurek Lukasz Slonina Rafal Lepel | Estafette   |           |           |

Vrouwen
| Olympiër                                                                     | Onderdeel     | Resultaat | Prestatie |
| ---------------------------------------------------------------------------- | ------------- | --------- | --------- |
| Magdalena Gwizdoń                                                            | Individueel   |           |           |
| Magdalena Gwizdoń                                                            | Sprint        |           |           |
| Magdalena Gwizdoń                                                            | Achtervolging |           |           |
| Monika Hojnisz                                                               | Individueel   |           |           |
| Monika Hojnisz                                                               | Sprint        |           |           |
| Monika Hojnisz                                                               | Achtervolging |           |           |
| Monika Hojnisz                                                               | Massastart    |           |           |
| Weronika Nowakowska-Ziemniak                                                 | Individueel   |           |           |
| Weronika Nowakowska-Ziemniak                                                 | Sprint        |           |           |
| Weronika Nowakowska-Ziemniak                                                 | Achtervolging |           |           |
| Weronika Nowakowska-Ziemniak                                                 | Massastart    |           |           |
| Krystyna Pałka                                                               | Individueel   |           |           |
| Krystyna Pałka                                                               | Sprint        |           |           |
| Krystyna Pałka                                                               | Achtervolging |           |           |
| Krystyna Pałka                                                               | Massastart    |           |           |
| Krystyna Pałka Magdalena Gwizdoń Weronika Nowakowska-Ziemniak Monika Hojnisz | Estafette     |           |           |

Gemengd
| Olympiër                                                             | Onderdeel          | Resultaat | Prestatie |
| -------------------------------------------------------------------- | ------------------ | --------- | --------- |
| Krystyna Pałka Magdalena Gwizdoń Lukasz Szczurek Krzysztof Plywaczyk | Gemengde estafette |           |           |

### Bobsleeën
| Olympiër                                                    | Onderdeel    | Resultaat | Prestatie |
| ----------------------------------------------------------- | ------------ | --------- | --------- |
| Dawid Kupczyk Pawel Mroz                                    | Tweemans (m) |           |           |
| Dawid Kupczyk Daniel Zalewski Michal Kasperowicz Pawel Mroz | Viermans (m) |           |           |

### Freestyleskiën
| Olympiër                  | Onderdeel    | Resultaat | Prestatie |
| ------------------------- | ------------ | --------- | --------- |
| Karolina Riemen-Zerebecka | Skicross (v) |           |           |

### Langlaufen
Mannen
| Olympiër                                                     | Onderdeel      | Resultaat | Prestatie |
| ------------------------------------------------------------ | -------------- | --------- | --------- |
| Jan Antolec                                                  | 30 km skiatlon |           |           |
| Sebastian Gazurek                                            | Sprint         |           |           |
| Sebastian Gazurek                                            | 15 km klassiek |           |           |
| Pawel Klisz                                                  | 15 km klassiek |           |           |
| Pawel Klisz                                                  | 30 km skiatlon |           |           |
| Maciej Kreczmer                                              | 15 km klassiek |           |           |
| Maciej Kreczmer                                              | 30 km skiatlon |           |           |
| Maciej Starega                                               | Sprint         |           |           |
| Maciej Starega                                               | 15 km klassiek |           |           |
| Maciej Kreczmer Maciej Starega                               | Teamsprint     |           |           |
| Maciej Kreczmer Sebastian Gazurek Maciej Starega Jan Antolec | Estafette      |           |           |

Vrouwen
| Olympiër                                                               | Onderdeel         | Resultaat | Prestatie |
| ---------------------------------------------------------------------- | ----------------- | --------- | --------- |
| Sylwia Jaskowiec                                                       | Sprint            |           |           |
| Sylwia Jaskowiec                                                       | 30 km vrije stijl |           |           |
| Justyna Kowalczyk                                                      | 10 km klassiek    |           |           |
| Justyna Kowalczyk                                                      | 15 km skiatlon    |           |           |
| Justyna Kowalczyk                                                      | 30 km vrije stijl |           |           |
| Kornelia Kubinska                                                      | 10 km klassiek    |           |           |
| Kornelia Kubinska                                                      | 15 km skiatlon    |           |           |
| Kornelia Kubinska                                                      | 30 km vrije stijl |           |           |
| Paulina Maciuszek                                                      | 10 km klassiek    |           |           |
| Paulina Maciuszek                                                      | 15 km skiatlon    |           |           |
| Paulina Maciuszek                                                      | 30 km vrije stijl |           |           |
| Agnieszka Szymanczak                                                   | Sprint            |           |           |
| Agnieszka Szymanczak                                                   | 15 km skiatlon    |           |           |
| Sylwia Jaskowiec Justyna Kowalczyk                                     | Teamsprint        |           |           |
| Kornelia Kubinska Justyna Kowalczyk Sylwia Jaskowiec Paulina Maciuszek | Estafette         |           |           |

### Noordse combinatie
| Olympiër     | Onderdeel                | Resultaat | Prestatie                                                               |
| ------------ | ------------------------ | --------- | ----------------------------------------------------------------------- |
| Adam Cieslar | Gundersen normale schans | 39e       | schansspringen: 90,5 m - 104,1 p (42e; +1.50) langlaufen: 25.18,7 (35e) |
| Adam Cieslar | Gundersen grote schans   | 37e       | schansspringen: 122,0 m - 97,8 p (32e; +2.05) langlaufen: 24.10,8 (36e) |

### Rodelen
| Olympiër                                                          | Onderdeel | Resultaat | Prestatie |
| ----------------------------------------------------------------- | --------- | --------- | --------- |
| Maciej Kurowski                                                   | Mannen    |           |           |
| Ewa Kuls                                                          | Vrouwen   |           |           |
| Natalia Wojtusciszyn                                              | Vrouwen   |           |           |
| Karol Mikrut Patryk Poreba                                        | Dubbels   |           |           |
| Natalia Wojtusciszyn Maciej Kurowski Karol Mikrut / Patryk Poreba | Estafette |           |           |

### Schaatsen
Mannen
| Olympiër                                          | Onderdeel            | Resultaat | Prestatie                                                                                              |
| ------------------------------------------------- | -------------------- | --------- | --- |
| Zbigniew Bródka                                   | 1000 m               | 14e       | 1.09,66 (+1,27)                                                                                        |
| Zbigniew Bródka                                   | 1500 m               |           | |
| Sebastian Druszkiewicz                            | 5000 m               |           | |
| Sebastian Druszkiewicz                            | 10.000 m             | 14e       | 13.45,31 (+1.00,86)                                                                                    |
| Konrad Niedźwiedzki                               | 1000 m               | 16e       | 1.09,76 (+1,37)                                                                                        |
| Konrad Niedźwiedzki                               | 1500 m               |           | |
| Artur Nogal                                       | 500 m                |           | |
| Jan Szymański                                     | 1500 m               |           | |
| Jan Szymański                                     | 5000 m               |           | |
| Artur Waś                                         | 500 m                |           | |
| Zbigniew Bródka Konrad Niedźwiedzki Jan Szymański | Ploegenachtervolging | Brons     | KF: 3.42,78 (won van Noorwegen) HF: 3.52,08 {verloor van Nederland) B-finale: 3.41,94 (won van Canada) |

Vrouwen
| Olympiër                                                                      | Onderdeel            | Resultaat | Prestatie                                                                                               |
| ----------------------------------------------------------------------------- | -------------------- | --------- | --- |
| Katarzyna Bachleda-Curuś                                                      | 1500 m               |           | |
| Katarzyna Bachleda-Curuś                                                      | 3000 m               |           | |
| Natalia Czerwonka                                                             | 1000 m               |           | |
| Natalia Czerwonka                                                             | 1500 m               |           | |
| Natalia Czerwonka                                                             | 3000 m               |           | |
| Katarzyna Woźniak                                                             | 5000 m               | 15e       | 7.28,53 (+36,99)                                                                                        |
| Luiza Złotkowska                                                              | 1000 m               |           | |
| Luiza Złotkowska                                                              | 1500 m               |           | |
| Luiza Złotkowska                                                              | 3000 m               |           | |
| Katarzyna Bachleda-Curuś Natalia Czerwonka Katarzyna Woźniak Luiza Złotkowska | Ploegenachtervolging | Zilver    | KF: 3.02,12 (won van Noorwegen) HF: 3.00,60 (won van Rusland) A-finale: 3.05,55 (verloor van Nederland) |

### Schansspringen
| Olympiër                                     | Onderdeel          | Resultaat | Prestatie                                                                   |
| -------------------------------------------- | ------------------ | --------- | --------------------------------------------------------------------------- |
| Maciej Kot                                   | Normale schans (m) | 7e        | kwalificatie: 5e; 123,7 ptn (98,5 m) finale: 255,8 ptn (101,5 m en 98,5 m)  |
| Maciej Kot                                   | Grote schans (m)   |           |                                                                             |
| Dawid Kubacki                                | Normale schans (m) | 32e       | kwalificatie: 13e; 115,7 ptn (95,5 m) finale: 118,3 ptn (97,5 m)            |
| Kamil Stoch                                  | Normale schans (m) | Goud      | finale: 278,0 ptn (105,5 m en 103,5 m)                                      |
| Kamil Stoch                                  | Grote schans (m)   |           |                                                                             |
| Jan Ziobro                                   | Normale schans (m) | 13e       | kwalificatie: 22e; 113,2 ptn (95,0 m) finale: 252,4 ptn (101,0 m en 99,0 m) |
| Jan Ziobro                                   | Grote schans (m)   |           |                                                                             |
| Piotr Żyła                                   | Grote schans (m)   |           |                                                                             |
| Maciej Kot Kamil Stoch Jan Ziobro Piotr Żyła | Team               |           |                                                                             |

### Shorttrack
| Olympiër             | Onderdeel  | Resultaat | Prestatie |
| -------------------- | ---------- | --------- | --------- |
| Patrycja Maliszewska | 500 m (v)  |           |           |
| Patrycja Maliszewska | 1000 m (v) |           |           |

### Snowboarden
| Olympiër           | Onderdeel                | Resultaat | Prestatie |
| ------------------ | ------------------------ | --------- | --------- |
| Michal Ligocki     | Halfpipe (m)             |           |           |
| Maciej Jodko       | Snowboardcross (m)       |           |           |
| Mateusz Ligocki    | Snowboardcross (m)       |           |           |
|                    |                          |           |           |
| Joanna Zajac       | Halfpipe (v)             |           |           |
| Aleksandra Król    | Parallelreuzenslalom (v) |           |           |
| Aleksandra Król    | Parallelslalom (v)       |           |           |
| Karolina Sztokfisz | Parallelreuzenslalom (v) |           |           |
| Karolina Sztokfisz | Parallelslalom (v)       |           |           |